# Diecezja Penonomé
Diecezja Penonomé (łac. Dioecesis Poenonomensis) – diecezja Kościoła rzymskokatolickiego w Panamie. Należy do archidiecezji panamskiej. Została erygowana 18 grudnia 1993.

## Ordynariusze

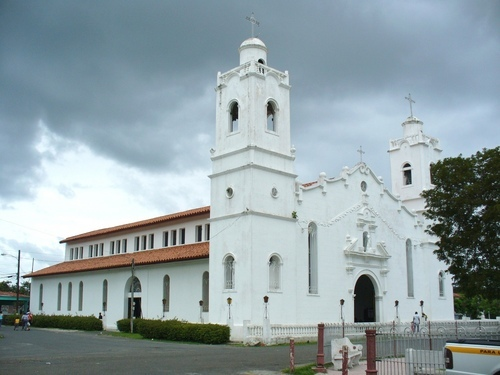
Katedra w Penonomé

- Uriah Ashley (1993–2015)
- Edgardo Cedeño (od 2015)